# Yttertjärnen (Njutångers socken, Hälsingland)
Yttertjärnen är en sjö i Hudiksvalls kommun i Hälsingland och ingår i Nianån-Norralaåns kustområde.